# 又三郎
「又三郎」(またさぶろう) は、日本のロックバンド・ヨルシカの楽曲。2021年6月7日にユニバーサルJより、各種音楽配信サービスにてリリースされた。

## 概要
前作の配信限定シングル『春泥棒』より約5か月ぶりのリリース。また、配信作品としては、6作目となる。
宮沢賢治による小説「風の又三郎」をモチーフに制作され、「現代社会の閉塞感を風の子に打ち壊してほしい」という想いが込められている。
2021年3月17日、dアニメストアの新CMソングに新曲「又三郎」が起用されたことが発表された。
2021年6月3日にはリリースに先駆けて「SCHOOL OF LOCK!」で音源が初オンエアされ、6月7日に配信リリースされた。また、同日には映像作家・勝見拓矢が手掛けたミュージックビデオが公開された。

## 収録内容
| #         | タイトル   | 作詞・作曲・編曲 | 時間 |
| --------- | ---------- | ---------------- | ---- |
| 1.        | 「又三郎」 | n-buna           | 3:48 |
| 合計時間: | 合計時間:  | 合計時間:        | 3:48 |

## タイアップ
又三郎
dアニメストア『キミの好きに出会おう（告白）』篇CMソング